# XI. Fliegerkorps
Le XI. Fliegerkorps (11e Corps aérien) a été l'un des principaux Corps de la Luftwaffe allemande durant la Seconde Guerre mondiale.

## Création et différentes dénominations
Ce Corps est formé le 1er janvier 1941 à Berlin-Tempelhof comme unité de réserve et formation du personnel quartier général parachutiste (Fallschirmtruppe). En début 1943, ce Corps s'installe à Nîmes. Le 3 avril 1944, il est converti en 1. Fallschirm-Armee.

## Commandement

Drapeau du chef du Fliegerkorps

| Début            | Fin           | Grade         | Nom          |
| ---------------- | ------------- | ------------- | ------------ |
| 19 décembre 1940 | 1er mars 1944 | Generaloberst | Kurt Student |

## Chef d'état-major
| Début            | Fin            | Grade        | Nom               |
| ---------------- | -------------- | ------------ | ----------------- |
| 19 décembre 1940 | 7 février 1942 | Generalmajor | Alfred Schlemm    |
| 7 février 1942   | 4 octobre 1943 | Oberst       | Heinrich Trettner |
| ?                | ?              | ?            | ?                 |

## Fliegerführer XI. Fliegerkorps
| Début            | Fin             | Grade        | Nom                 |
| ---------------- | --------------- | ------------ | ------------------- |
| 21 décembre 1940 | 31 janvier 1943 | Generalmajor | Gerhard Conrad (de) |

## Quartier Général
Le Quartier Général s'est déplacé suivant l'avancement du front.
| Début            | Fin    | Ville            |
| ---------------- | ------ | ---------------- |
| 1er janvier 1941 | ?-1943 | Berlin-Tempelhof |
| ?-1943           | ?      | Nîmes            |

## Rattachement
| Octobre 1940 - Avril 1940        |  | Luftflotte 2                                  |
| Avril 1940 - Mai 1940            |  | Oberbefehlshaber der Luftwaffe (ObdL)         |
| Mai 1940 - Décembre 1940         |  | Luftflotte 5                                  |
| Décembre 1940 - Décembre 1941    |  | Italuft/Oberbefehlshaber der Luftwaffe (ObdL) |
| Décembre 1941 - 1er janvier 1943 |  | Luftflotte 2                                  |
| 1er janvier 1943 - 9 mars 1943   |  | Luftflotte 2 et Luftwaffenkommando Südost     |
| 9 mars 1943 - 1er avril 1944     |  | Luftwaffenkommando Südost                     |
| 1er avril 1944 - Août 1944       |  | Luftflotte 3                                  |
| Août 1944 - Septembre 1944       |  | Luftflotte Reich                              |

## Unités subordonnées
- Décembre 1942 : 
  - Luftlandegeschwader 1
  - Luftlandegeschwader 2
  - Ergänzungsgruppe (S) 1
  - Ergänzungsgruppe (S) 2
  - Fallschirmschule I
  - Fallschirmschule II
  - Fallschirmschule III
- Décembre 1943 :
  - Luftlandegeschwader 1
  - I./Luftlandegeschwader 2
  - Ergänzungsgruppe (S) 1
  - Ergänzungsgruppe (S) 2
  - Fallschirmschule I
  - Fallschirmschule II
  - Fallschirmschule III
  - Fallschirmschule IV